# PictureBox
PictureBox est une maison d'édition américaine créée en 2002. Spécialisée dans les arts graphiques et la musique, elle a publié plusieurs ouvrages remarqués. Fin 2013, son fondateur a annoncé que la publication de nouveautés était interrompue.
À la suite de la faillite de Buenaventura Press en 2010, Harkham doit attendre 2012 pour publier chez PictureBox le huitième volume de Kramers Ergot. S'il en revient à un format plus classique, la critique est moins convaincue que par les livraisons précédentes.